# Axyris koreana
Axyris koreana là loài thực vật có hoa thuộc họ Dền. Loài này được Nakai mô tả khoa học đầu tiên năm 1939.